# ニュー富士見ヶ丘団地

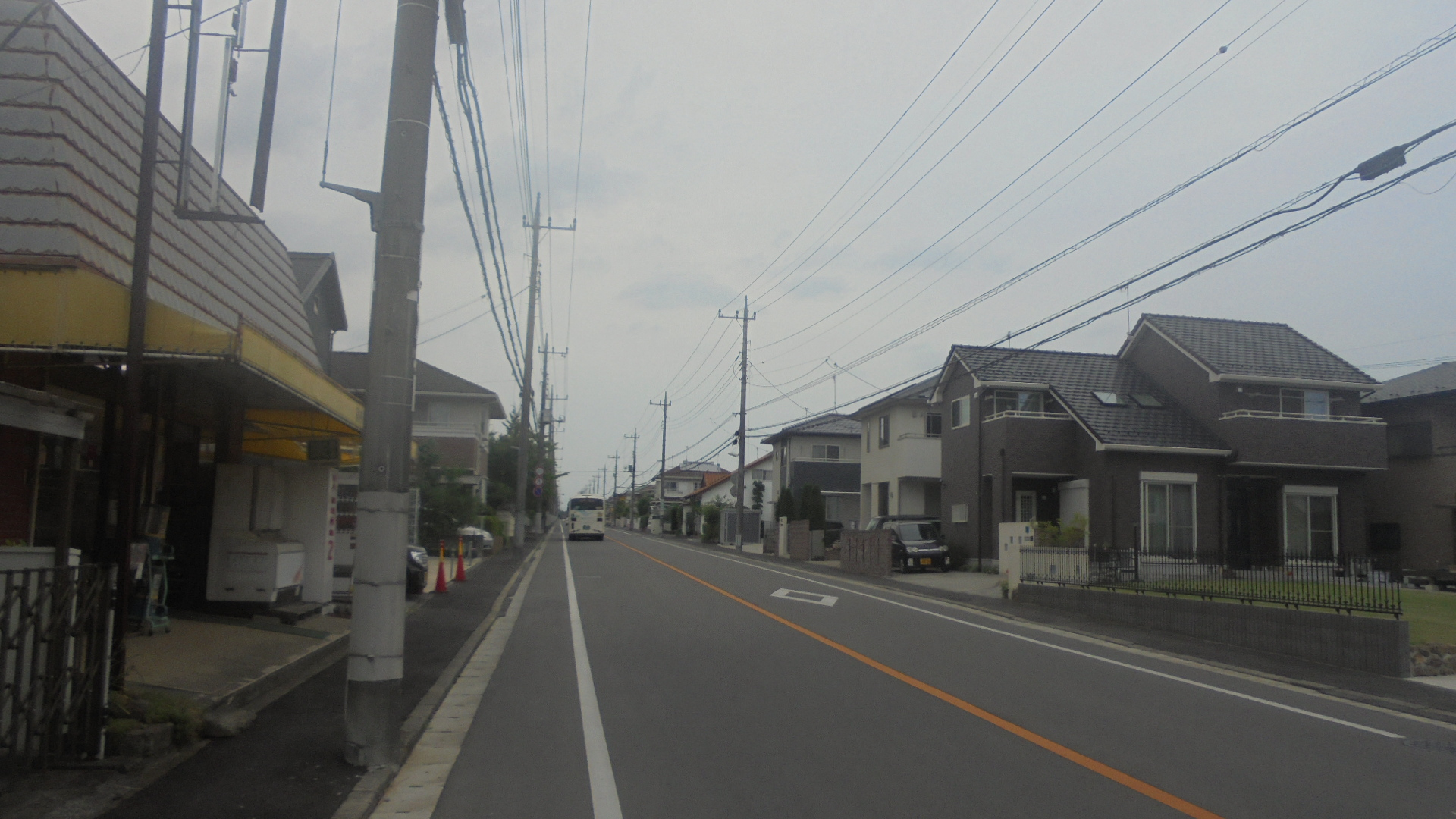
団地内を東西に分けるメインストリート

ニュー富士見ヶ丘団地（ニューふじみがおかだんち）は、栃木県宇都宮市横山一〜三丁目に所在する団地。同市の富士見ヶ丘団地の姉妹団地でもある。

## 概要
団地は上記の通りの区分になっている。また内部でニュー富士見ヶ丘団地（横山一，二丁目）とのちに増設されたニュー富士見ヶ丘団地ローズタウン（横山三丁目）がある。

## 施設

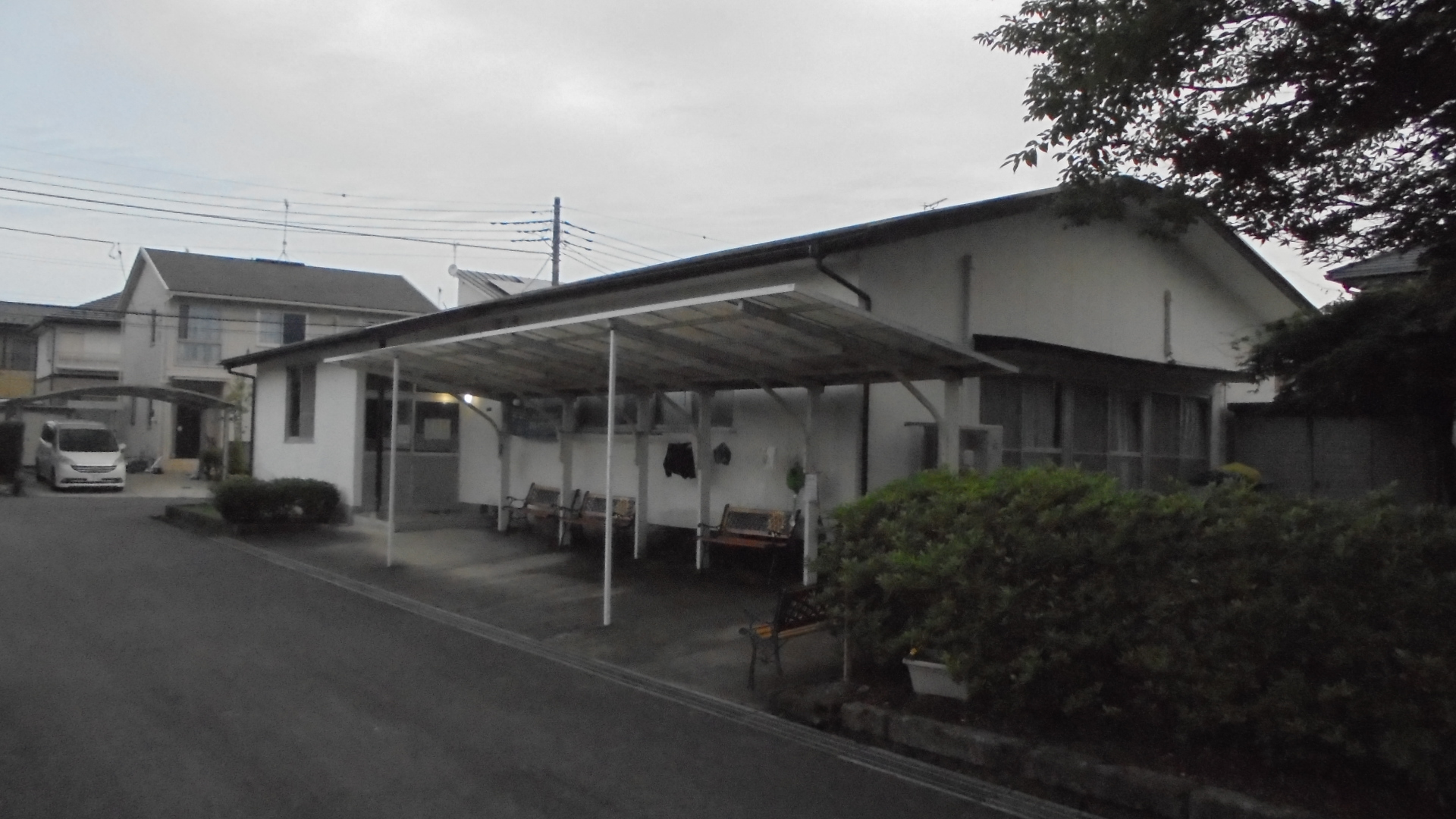
ニュー富士見ヶ丘公民館

- 東南観光宇都宮営業所
- ニュー富士見ヶ丘公民館
- ニュー富士見ヶ丘団地ローズタウン公民館

## 周辺
- 栃木県道63号藤原宇都宮線
- 宇都宮市立豊郷北小学校
- 北山霊園
- 宇都宮ロイヤルゴルフクラブ
- ニューセントラルゴルフクラブ
- 豊郷台ニュータウン
- 帝京大学理工学部
- 宇都宮グリーンタウン

## 交通
- 関東自動車・JR宇都宮駅 - 宮島町十文字 - 豊郷台・帝京大学 - ニュー富士見線を利用できる

ニュー富士見行き行き先番号は[64]、JR宇都宮駅行きは[01]
団地内バス停
ニュー富士見団地入口（旧ニュー富士見口）、ニュー富士見中、ニュー富士見上、ニュー富士見（終点）
ニュー富士見中 - ニュー富士見間は自由乗降区間になっており, バス停以外での乗降が可能だが, 見通しの悪い場所や交差点付近では不可

## 自治会
団地内には二つの自治会がある。
- ニュー富士見ヶ丘団地自治会（横山一，二丁目）
- ニュー富士見ヶ丘団地ローズタウン自治会（横山三丁目）

## 公園

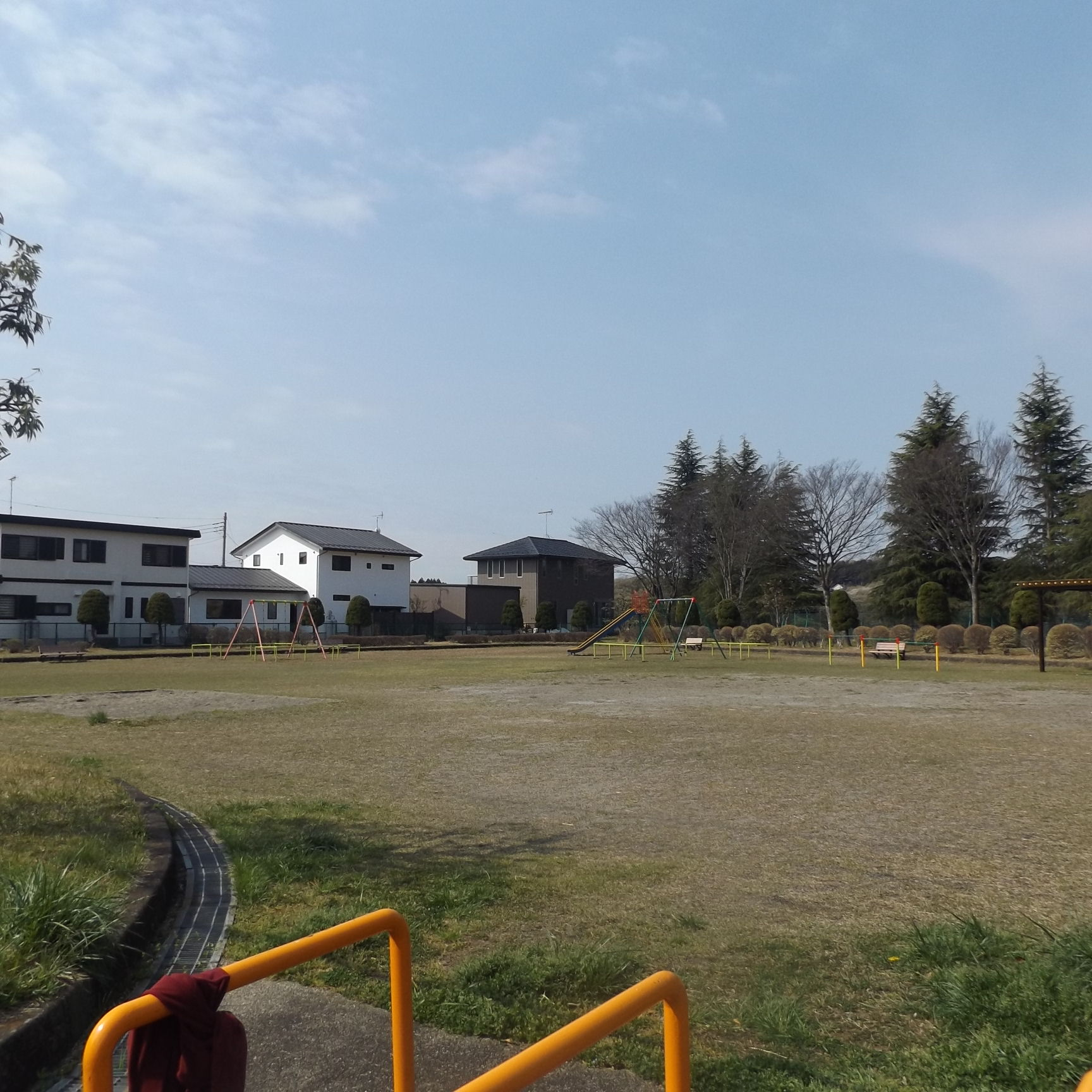
第１号児童公園（通称「A公園」）

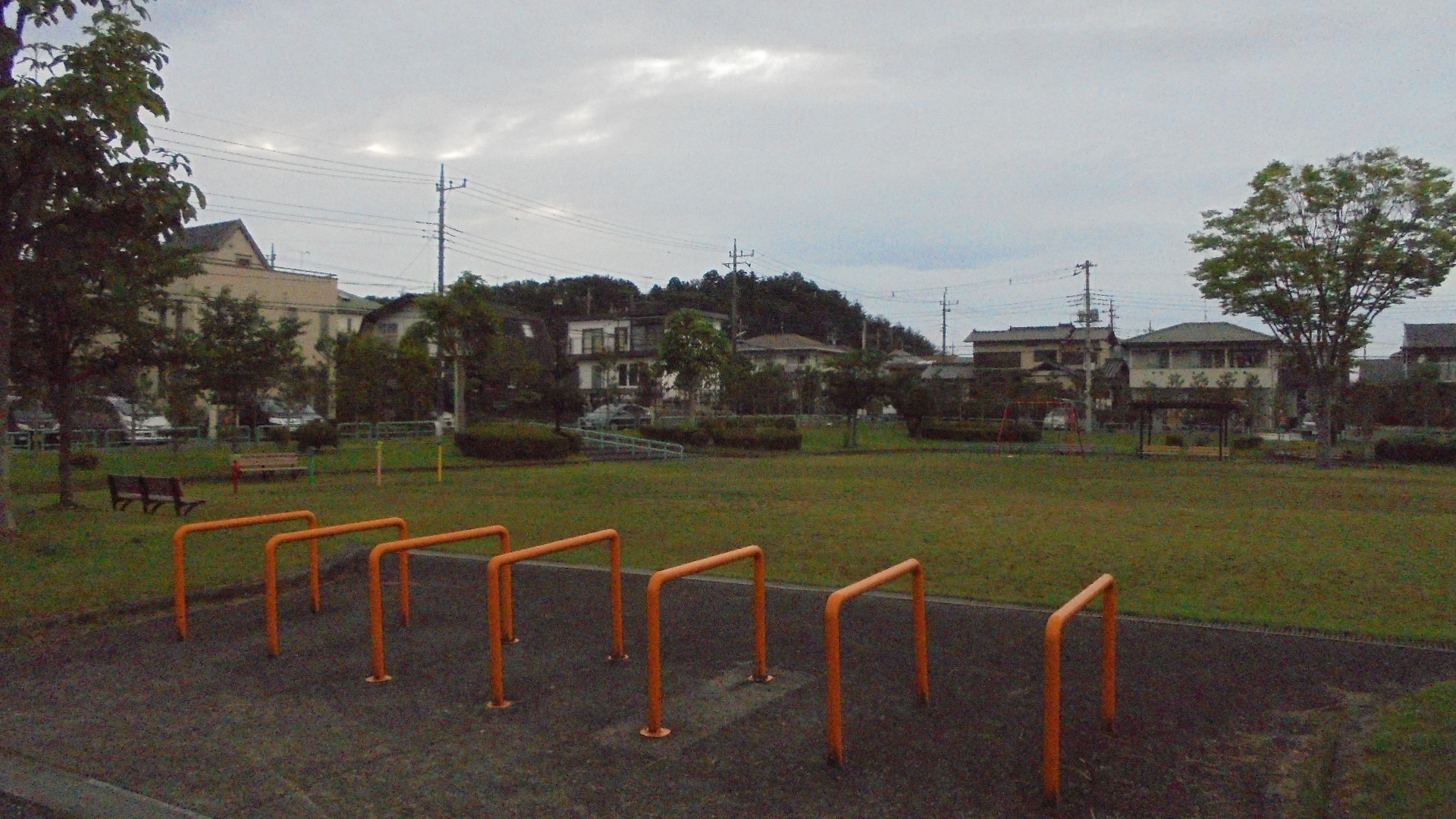
第２児童公園（通称「B公園」）

団地内には計6つの公園がある。（名称の前にはすべてニュー富士見ヶ丘団地とつく）
- 第1号児童公園（通称「A公園」、トイレ付き、但し和式でトイレットペーパーの設置はなし）
- 第2号児童公園（通称「B公園」、毎年7月の最終土曜日に行われる夏祭りの会場となる）
- 第3号児童公園（通称「C公園」）
- 第4号児童公園
- 第5号児童公園
- ローズタウン中央公園